# Liste der Naturdenkmale im Lahn-Dill-Kreis
Die Liste der Naturdenkmale im Lahn-Dill-Kreis nennt die Listen der in den Städten und Gemeinden im Lahn-Dill-Kreis gelegenen Naturdenkmale.
| Ort           | Liste                                            | Anzahl der Naturdenkmale |
| ------------- | ------------------------------------------------ | ------------------------ |
| Aßlar         | Liste der Naturdenkmale in Aßlar                 | 02                       |
| Bischoffen    | Liste der Naturdenkmale in Bischoffen            | 08                       |
| Braunfels     | Liste der Naturdenkmale in Braunfels             | 16                       |
| Breitscheid   | Liste der Naturdenkmale in Breitscheid           | 09                       |
| Dietzhölztal  | [ 2 ]                                            |                          |
| Dillenburg    | Liste der Naturdenkmale in Dillenburg            | 18                       |
| Driedorf      | Liste der Naturdenkmale in Driedorf              | 05                       |
| Ehringshausen | Liste der Naturdenkmale in Ehringshausen         | 08                       |
| Eschenburg    | Liste der Naturdenkmale in Eschenburg            | 07                       |
| Greifenstein  | Liste der Naturdenkmale in Greifenstein (Hessen) | 08                       |
| Haiger        | Liste der Naturdenkmale in Haiger                | 09                       |
| Herborn       | Liste der Naturdenkmale in Herborn               | 10                       |
| Hohenahr      | Liste der Naturdenkmale in Hohenahr              | 04                       |
| Hüttenberg    | Liste der Naturdenkmale in Hüttenberg            | 03                       |
| Lahnau        | Liste der Naturdenkmale in Lahnau                | 01                       |
| Leun          | Liste der Naturdenkmale in Leun                  | 03                       |
| Mittenaar     | Liste der Naturdenkmale in Mittenaar             | 09                       |
| Schöffengrund | Liste der Naturdenkmale in Schöffengrund         | 03                       |
| Siegbach      | Liste der Naturdenkmale in Siegbach              | 05                       |
| Sinn          | Liste der Naturdenkmale in Sinn                  | 03                       |
| Solms         | Liste der Naturdenkmale in Solms                 | 04                       |
| Waldsolms     | Liste der Naturdenkmale in Waldsolms             | 02                       |
| Wetzlar       | Liste der Naturdenkmale in Wetzlar               | 12                       |

## Belege und Anmerkungen
1. ↑  
Belege sind die der verlinkten Listen
2. ↑  
kein Naturdenkmal gemeldet